# Museu de la Ciutat de Jilin
El Museu de la Ciutat de Jilin és un museu ubicat a la plaça del segle de la ciutat de Jilin, a la província homònima de la República Popular de la Xina. També és conegut amb altres noms, com el Museu del Meteorit, ja que al seu interior s'hi exhibeixen les restes del meteorit Jilin, que impactà a la terra el 1976. Allà s'hi troben diversos fragments d'aquell meteorit, on s'inclouen el fragment número 1, que és el més gran conservat del món, amb una massa de 1.770 quilos. També hi ha restes d'altres meteorits d'arreu del món.